# Денисьево (Липецкая область)
Дени́сьево  — деревня Топовского сельсовета Лев-Толстовского района Липецкой области.

## История
Из документов 1679 г. отмечено, что в этих местах имел поместную землю служилый человек Денисьев. Вскоре он основал здесь деревню, которая стала называться Денисьевой. В документах 1771 г. отмечается сельцо Спасское (Денисьево), которым владел потомок его основателя Дм. Ал. Денисьев.

## Население
| 2000 | 2010 |
| ---- | ---- |
| 49   | ↗53  |